# Georg Gottlob Richter

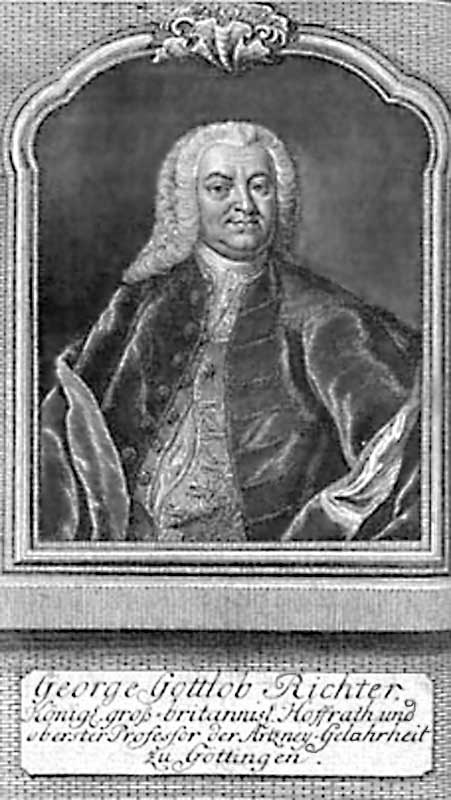
Georg Gottlob Richter

Georg Gottlob Richter (* 4. Februar 1694 in Schneeberg; † 28. Mai 1773 in Göttingen) war ein deutscher Mediziner.

## Leben
Georg Gottlob Richter wurde als Sohn des Pastors und Superintendenten Georg Richter und dessen Frau Johanna Maria, der Tochter des Zeug – Leutnants Georg Pinckerts, geboren. Er besuchte die Schule in Schneeberg und das Gymnasium in Plauen, wo er die Hochschulreife erwarb, und begann 1712 an der Universität Leipzig zunächst ein Studium der Philosophie. Dort wurde Richter 1713 Baccalaurus und 1714 mit der Disputation der ortu & progressu morum humanorum Magister der sieben freien Künste.
Nachdem er in Leipzig Vorlesungen gehalten und ein Studium der Medizin begonnen hatte, wechselte er am 22. Juli 1716 an die Universität Wittenberg. Im Sommer des folgenden Jahres zog es ihn an die Universität Kiel, er setzte 1718 seine Studien in Leiden fort, kehrte 1719 zurück nach Kiel und promovierte 1720 zum Doktor der Medizin. In Kiel blieb er dann als Arzt tätig, wurde Assessor an der medizinischen Fakultät und hielt an der Universität Vorlesungen. Nachdem er verschiedene Angebote ausgeschlagen hatte, wurde er 1728 Leibarzt des Herzogs von Schleswig-Holstein-Gottorf und Fürstbischofs von Lübeck Adolf Friedrich von Schweden in Eutin. 1729 wurde er zum wirklichen Justizrat ernannt.
1735 wurde er von Georg II. nach Göttingen berufen. Dort übernahm Richter 1736 als königlich Großbritannischer Hofrat und Leibarzt die erste Professur für Medizin. Dabei hielt er Vorlesungen zur Inneren Medizin und Diätetik. Er las auch ein Collegium encyclopaedicum und über Chirurgie. Als Schüler von Hermann Boerhaave (1666–1738) vertrat er dessen Lehrmeinung, galt als gründlicher Kenner der medizinischen Literatur und besaß eine sehr umfangreiche Bibliothek. Am 29. Februar 1736 wurde Georg Gottlob Richter mit dem Beinamen Menekrates als Mitglied (Matrikel-Nr. 454) in die Deutsche Akademie der Naturforscher Leopoldina aufgenommen.
Seine am 11. Mai 1731 geschlossene Ehe mit Augusta Amalia, der Tochter des Schleswigs Holsteinischen Rats Gabriel Schreiber, blieb kinderlos.
Georg Gottlobs Neffe, der Sohn seines Bruders Georg Gottfried, ist der Chirurg August Gottlieb Richter.

## Schriften
1. De medicina firmis certisque fundamentis innixa. Kiel 1722
2. De lacte insonte, Göttingen 1737
3. De natura seipsam nunc vindicante nunc destruente, Göttingen 1737
4. De divino Hippocratis. 1739
5. De morbo hypochondriaco, 1739
6. De salutati frigoris in medicina usu. 1740
7. De balneo imprimius animali. Göttingen 1748
8. Lebensordnung für Gesunde und Kranke. Heidelberg : Pfähler, 1786. Digitalisat der Universitäts- und Landesbibliothek Düsseldorf